# Castellania
La castellania (in lingua francese châtellenie o anche mandement), nel sud-est della Francia era un territorio tenuto sfruttato e protetto da un castello; durante il medioevo rappresentava l'unità più piccola del frazionamento amministrativo. Questa circoscrizione raggruppava a volte funzioni amministrative, militari e finanziarie. Essa designava il territorio sul quale il castellano esercitava i suoi diritti ordinari. Al suo centro si trovava il castello che era il capoluogo della castellania, amministrata da un castellano (castellanus). La repubblica di San Marino utilizza ancora questa denominazione per le sue suddivisioni interne.

## Storia

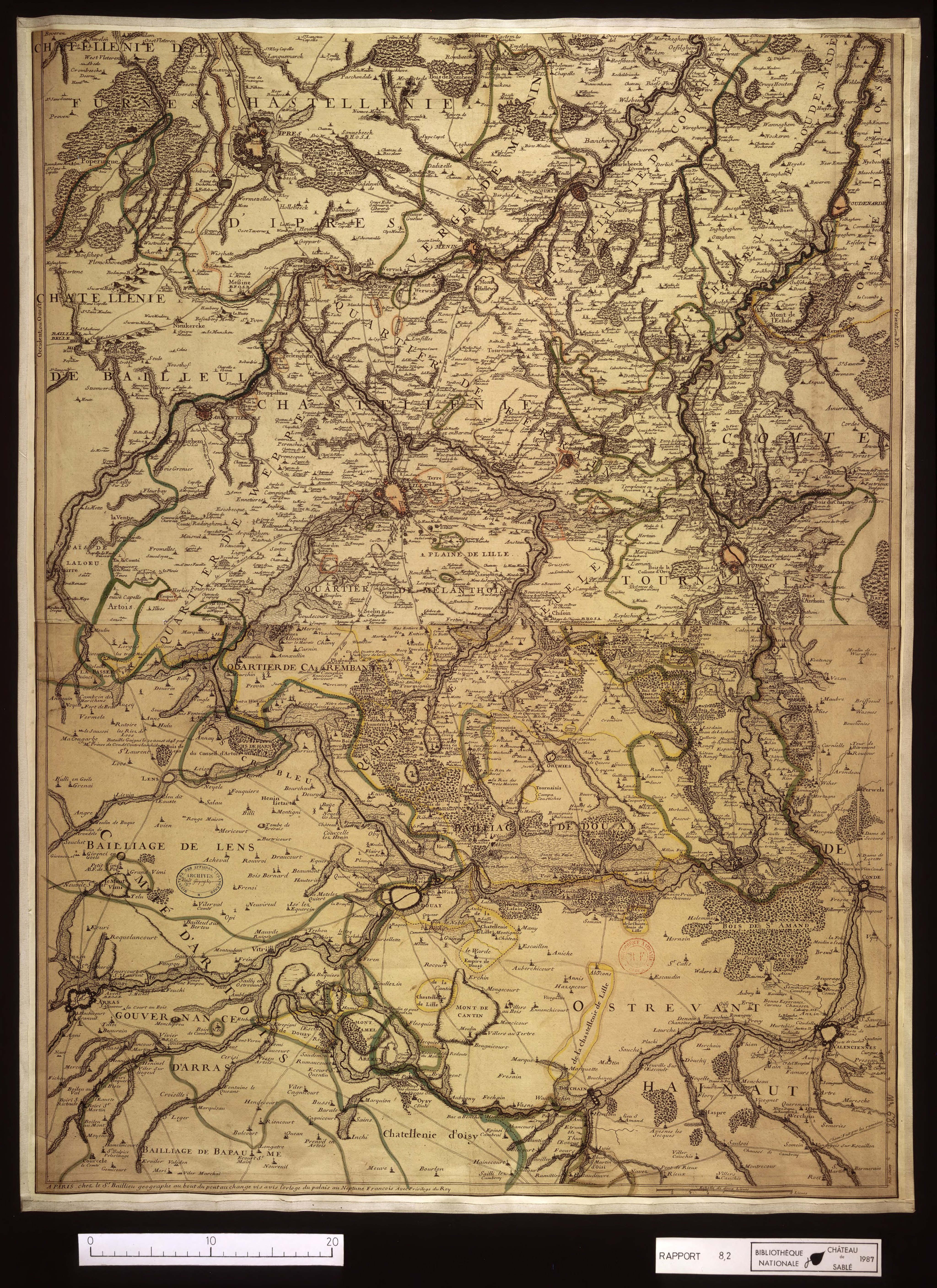
Carta della castellania di Lilla, stabilita nel 1039. La carte stessa data dal 1707.

Il termine designò a partire dall'XI secolo un nuovo territorio che si era formato attorno a un castello eretto su un poggio dall'aristocrazia rurale a seguito del venir meno del potere centrale. Esso apparve molto precocemente nel nord del Drôme, in particolare nel Romanais, che vide il proprio territorio ricoprirsi di numerosi castelli su alture, circa una dozzina, dei quali otto al di fuori dell'antica circoscrizione carolingia. La castellania divenne col passar del tempo una circoscrizione amministrativa completa e s'impose come mezzo di localizzazione geografica: « Ego, Ugo,..., dono unus mansus in mandamento casteli Montis Miratis... ». Bisogna notare che nel Romanais la castellania era di taglia ridotta e non comprendeva che due o tre parrocchie: la più grande, quella di Peyrins, sei parrocchie, l'equivalente oggi di sei comuni.
Contrariamente a quanto verificatosi in certi principati (ad esempio nel Delfinato), la castellania è rimasta una semplice circoscrizione feudale nel bacino parigino e nel dominio regale associato. Ciò significa che il re aveva deciso di aggiungervi dei feudi vassalli, secondo criteri di anzianità, di prossimità geografica o di fatti politici.
L'istituzione riguardava solo una linea di vassallaggio fissata geograficamente per assicurarne l'efficacia. Solo i feudi dipendenti dal principe erano annessi a questa castellania: quelli importanti per signoria non lo erano. Erano molto rari i casi di signorie non provenienti dal principe che fossero in grado di dotarsi di una castellania. Per questo motivo, nel dominio regale, i castellani non si sostituivano ai prevosti, né ai balivi, quando costoro vi comparivano, nelle attribuzioni giudiziarie o gestionali.
Il numero di castellanie è stato moltiplicato su iniziativa dei principi. Fino ad allora, l'efficacia del servizio era resa alla sede di contea.  Questo spezzettamento fu operato nel corso del XII secolo, ma in seguito è cessato pressoché del tutto. Si può citare a titolo di esempio che il re creò tardivamente una castellania a Villeneuve-le-Roi (oggi Villeneuve-sur-Yonne), senza tuttavia diminuire significativamente quella più antica di Sens, sede di un'antica contea. Egli vi annetté i suoi vantaggi feudali realizzati particolarmente per le decisioni giudiziarie, in direzione delle terre a monte del bacino della Yonne.  Filippo VI di Valois ha operato una riforma molto rara di razionalizzazione dello spezzettamento nelle castellanie di Saens e di Courtenay. Allo stesso modo il conte di Champagne istituì nuove castellanie verso il 1190 mettendo le mani sulle signorie di Nogent-sur-Seine e di Villemaur e annettendovi feudi i cui omaggi erano proprio là portati a Troyes dalla nobiltà dei dintorni. Beninteso non tutti castelli danno luogo alla creazione di una castellania.
Per parte sua il castellano è un agente regio istituito in certe castellanie. Nell'ambito del regno Filippo Augusto ne creò quando si batté contro Giovanni senza Terra e conquistò la Normandia. Il titolare cominciò ad essere reclutato tra i cavalieri prima di esserlo tra i vecchi servitori della corona. Così il castellano di Sens, il cavaliere Gilles de Flagy era un diplomatico attivo, inviato presso i conti di Tolosa e di conti di Provenza (egli negoziò il matrimonio di Luigi il Santo con Margherita di Provenza). Egli è probabilmente incaricato di sorvegliare il castello, sede nominale della castellania e degli omaggi connessi. Il suo successore, Jean Le Monnayeur, preso dalla borghesia locale, era un balivo regio "ritirato". A titolo di esempio, si può citare a Sens ma non a Villeneuve-le-Roi nel XIII secolo. È senza dubbio a suo uso che è stato attuato il vasto censimento di tutti i vassalli regi. Questo documento avrebbe consentito al castellano di verificare l'efficacia del servizio feudale.
Nel XIV secolo la funzione divenne onorifica. Essa fu in seguito collegata a quella di capitano, che era il perno della difesa civile. Si fece così cumulare il controllo feudale (castellano) con quello delle città (capitano). La funzione garantiva così un complemento delle entrate. Il ritiro degli effetti feudali provocò la fossilizzazione del titolo. Così dei balivi regi divennero insieme balivi, capitani e castellani della città al centro del loro baliato.
Il consolidamento dell'autorità regia permise la mobilitazione dei vassalli e dei valvassori, secondo un quadro amministrativo distinto che non riprendeva quello delle castellanie, ma quello dei baliato nel XVI secolo.

## Esempi e omonimie
Nel Delfinato la funzione di capitano-castellano era ben altra. Di tipo giudiziario e amministrativo, essa durò fino alla fine dell'Ancien Régime. Il quadro territoriale dell'esercizio della propria funzione era la castellania. Questa unità comprendeva circa tre o quattro parrocchie. Questo quadro amministrativo fu istituito dagli ultimi Delfini indipendenti. Bisogna quindi distinguere ciascun quadro politico, pena la generazione di anacronismi geografici e cronologici.
Va segnalato l'impiego specifico di parole fatto dagli storici della seconda metà del XX secolo. Secondo loro, il castellano evoca quella frazione della nobiltà non comitale, che disponeva di poteri estesi sulle popolazioni. Il termine perciò non è impiegato com'è nella documentazione dell'epoca. Per estensione, questo "castellano" simbolizza la società feudale.
Infine, "castellano" nella letteratura si riferisce agli occupanti di dimore qualificate come castelli, ma che sono in realtà case-forti o grandi dimore.

## Il castellano
Il castellano era un funzionario, comitale o principesco, nominato e remunerato. Il suo incarico era revocabile e trasferibile. Nella sua funzione di essere il guardiano del castello, teneva la contabilità e doveva presentare regolarmente i suoi conti, quelli della castellania. Egli esercitava parimenti l'insieme dei diritti per delega, militari e giudiziari. Per estensione, e a torto, tutti i possessori di castelli, sia ricevuti o ripresi in feudo o elevati a proprio allodio, sui quali un signore esercitava il suo banno, sono denominati come castellani. Questo titolo deve essere riservato ai signori che lo hanno ricevuto direttamente da un conte o da un principe, quindi il signore di un bano non era necessariamente un "castellano" anche se provvisto di castello. Questo titolo fu sovente assegnato ai cadetti di grandi famiglie o alla piccola nobiltà locale.